# Terrier Sandhawk

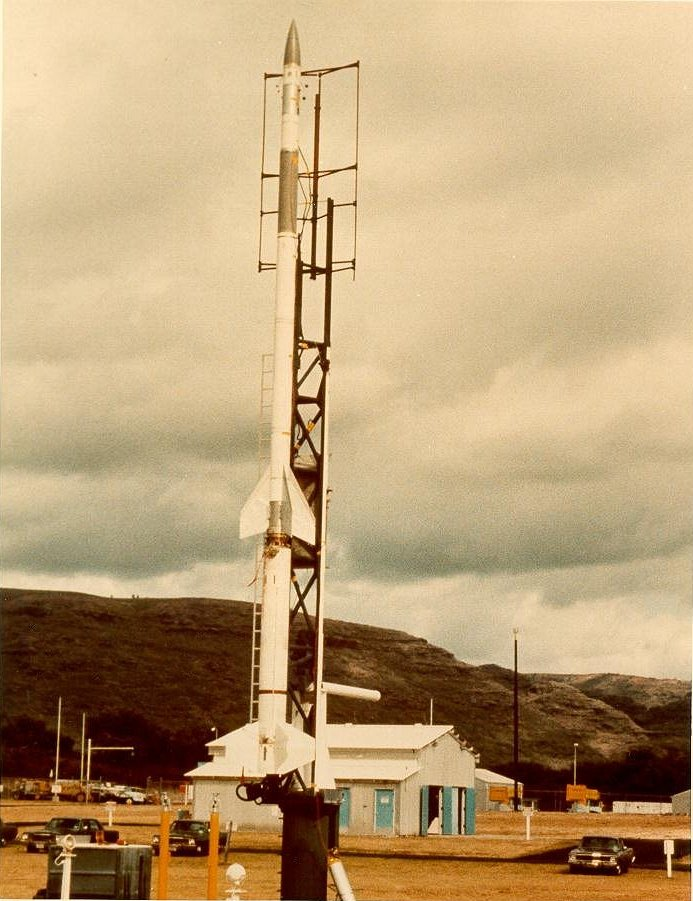
Terrier Sandhawk Rakete vor dem Start auf der Kauai Test Facility

Terrier Sandhawk ist die Bezeichnung einer Höhenforschungsrakete, bestehend aus einer Startstufe vom Typ Terrier und einer Oberstufe vom Typ Sandhawk.
Die Terrier Sandhawk hat eine Länge von 11,40 Metern, einen Durchmesser von 0,46 Metern, einen Startschub von 258 kN, eine Startmasse von 1,3 Tonnen und eine Gipfelhöhe von 430 Kilometern.
Die Terrier Sandhawk wurde von 1967 bis 1977 verwendet.